# 特鲁斯马迪山
特鲁斯马迪山为马来西亚第二高山，海拔2642米。其位于沙巴，毗邻基纳巴卢山。该山上存在着大量特有的动植物，如大叶猪笼草（Nepenthes macrophylla）。
猪笼草自然杂交种特鲁斯马迪山猪笼草（Nepenthes × trusmadiensis）即得名于特鲁斯马迪山。